# جایزه آلما
جایزه آلما (انگلیسی: ALMA Award) که مخفف جایزه هنر لاتینوی آمریکا که پیش‌تر به عنوان جایزه اسکار لاتینو نیز شناخته می‌شد، یک جایزه است که مشارکت‌های آمریکایی‌های هیسپانیک و لاتین در موسیقی، تلویزیون و سینما را ستایش می‌کند. این جایزه نیز از به رخ کشاندن لاتینوها به شکل درست حمایت می‌کند. در زبان‌های اسپانیایی و پرتغالی واژه «alma» به معنای «جان» است.